# Daschdschamtsyn Tömörbaatar
Daschdschamtsyn Tömörbaatar (mongolisch Дашжамцын Төмөрбаатар; * 1. Februar 1957) ist ein ehemaliger mongolischer Radrennfahrer.

## Sportliche Laufbahn
Tömörbaatar war Teilnehmer der Olympischen Sommerspiele 1980 in Moskau. Im Mannschaftszeitfahren wurde sein Team in der Besetzung Luwsandagwyn Dschargalsaichan, Batsüchiin Chajanchjarwaa, Damdinsürengiin Orgodol und Daschdschamtsyn Tömörbaatar 19. des Rennens. Im olympischen Straßenrennen schied er aus.